# ملک کیومرث چهارم
ملک کیومرث بن کاووس پنجمین فرمانروای شاخه پادوسپانی ملکان کجور بود. او پسر و جانشین ملک کاوس سوم بود.

## زندگی‌نامه
در دوران پادشاهی پدر کیومرث، کاووس سوم، وی به دلایل نامعلوم کیومرث را زندانی کرد. پس از هجده سال، کیومرث موفق شد از زندان فرار کند و پدرش را مسموم کرد. عموی کیومرث، بیستون بن اشرف، با حمایت اشراف پادوسپانی، بر تخت پادوسپانی نشست. با این حال، مردم مازندران به سرعت علیه او قیام کردند و او را به نفع کیومرث برکنار کردند. در زمان حکومت کیومرث، دخترش با امیرزاده مرعشیان، میر قوام‌الدین مرعشی، ازدواج کرد. کیومرث در سال ۱۵۵۵ درگذشت و برادروم جانشین او شد.